# Vena suprarrenal
Las venas suprarrenales realizan el drenaje venoso de las  glándulas suprarrenales, existe una vena suprarrenal derecha que recoge la sangre procedente de la glándula derecha y una vena suprarrenal izquierda que hace la misma función en la glándula
izquierda. La vena suprarrenal derecha es de longitud más corta y desemboca diréctamente en la vena cava inferior, mientras que la vena suprarrenal izquierda se une a la vena frénica izquierda y desemboca en la vena renal izquierda que acaba en la vena cava inferior.

## Cateterismo venoso adrenal
Es un estudio médico que se realiza para diagnosticar el hiperaldosteronismo primario. Consiste en colocar un cateter en las dos venas suprarrenales con el fin de tomar una muestra de sangre de cada una, medir la concentración de aldosterona y determinar si existe hiperproducción hormonal en una o las dos glándulas. 

## Trombosis venosa suprarrenal
La trombosis de la vena suprarrenal puede causar un infarto de la glándula e insuficiencia suprarrenal.